# Франк Остгольт
Франк Остгольт  (нім. Frank Ostholt; 23 вересня 1975) — німецький вершник, олімпійський чемпіон.

## Виступи на Олімпіадах
| Олімпіада  | Дисципліна           | Місце |
| ---------- | -------------------- | ----- |
| Афіни 2004 | триборство, особисті | AC    |
| Афіни 2004 | триборство, командні | 4     |
| Пекін 2008 | триборство, особисті | 25    |
| Пекін 2008 | триборство, командні | 1     |